# 坂本怜
坂本 怜（さかもと れい、2006年6月24日 - ）は、日本の男子プロテニス選手。愛知県名古屋市出身。
ATPランキング自己最高位はシングルス200位、ダブルス772位。身長195cm、体重80kg。右利き、バックハンド・ストロークは両手打ち。2024年全豪オープンジュニア男子シングルス優勝。

## 選手経歴

### ジュニア時代
愛知県名古屋市北区出身。錦織圭に憧れてテニスを始めた。2022年からは盛田正明テニス・ファンドのサポートを受けており、同年2月にはアメリカ合衆国フロリダ州のIMGアカデミーを拠点とした。また、愛知県小牧市の誉高等学校に在学している。

### 2024年 チャレンジャー初優勝
2024年全豪オープンジュニア男子シングルスでは、決勝でチェコのヤン・クムスタットを破って優勝した。
2024年2月、デビスカップに出場する日本代表メンバーに選出された。2024年3月のマイアミ・オープンでは、マスターズ1000大会に予選ワイルドカードを得て出場したが、予選1回戦でヴィート・コプジヴァに敗れた。2024年5月にはITFジュニアランキング1位となった。
2024年全仏オープンジュニア男子ダブルスではイタリアのフェデリコ・シナーとペアを組み、決勝でニコライ・ブドコフ・ケアーとジョエル・シュヴェルツラーに敗れたものの準優勝した。2024年全米オープンジュニア男子ダブルスではチェコのマキシム・ムルヴァとペアを組み、決勝でデニス・ペタクとフィン・トーマスを破って優勝した。
2024年9月にはプロ転向を宣言した。2024年11月の四日市チャレンジャーにはワイルドカードを得て出場した。準決勝では望月慎太郎を破り、決勝でドイツのクリストフ・ネグリトゥを破って優勝した。

## 人物
坂本は試合後のセレブレーションとして、刀に見立てたラケットを抜く勝利後の侍パフォーマンスをして、注目を集めている。海外の実況者も「サムライ・サカモト」の愛称で坂本を呼ぶなど、そのパフォーマンスは浸透してきている。一方で「相手への敬意を欠くものだ」「幼稚だからやめてほしい」などという一部否定的な意見も上がっている。
テニス以外に好きなものは漫画を読むことで、『ONE PIECE』、『ジョジョの奇妙な冒険』などジャンプ系、東映特撮やマーベル・コミックが好み。

## ATPチャレンジャーツアー決勝進出結果

### シングルス: 2回 (2勝0敗)
| 結果 | 日程       | 大会                   | サーフェス | 対戦相手               | スコア        |
| ---- | ---------- | ---------------------- | ---------- | ---------------------- | ------------- |
| 優勝 | 2024年11月 | 四日市チャレンジャー   | ハード     | クリストフ・ネグリトゥ | 1–6, 6–3, 6–4 |
| 優勝 | 2025年7月  | ケーリーチャレンジャー | ハード     | リアム・ドラクル       | 6–1, 6–4      |